# Lena Philipsson
Maria Magdalena Filipsson, känd som Lena Philipsson eller enbart Lena Ph, född 19 januari 1966 i Vetlanda församling i Jönköpings län, är en svensk artist, låtskrivare, skådespelare och programledare.

## Biografi
Lena Philipsson växte upp som mellanbarn med två syskon i en musikalisk och konstnärlig familj i Vetlanda. Föräldrarna Göran (1940–2006) och Kerstin Philipsson (född 1944, fadern valde att stava namnet Filipsson med Ph) spelade trummor respektive sjöng i gruppen The Happenings i sina yngre dagar och dottern Lena varvade ett stort intresse för musik och sömnad med planer på att utbilda sig till arkitekt. Efter skolgång på Mogärdeskolan och Withalaskolan gick hon teknisk linje på gymnasiet.

### 1980-tal
Som tonåring var Lena Philipsson med i gruppen Jupiters kratrar. 1982 deltog hon som 16-åring i en svensk variant av TV-programmet New Faces; Barnens dags talangjakt Nya ansikten, där hon vann riksfinalen med en egenskriven låt. Hon kom med i en musikal i Norrköping och fick spela in en singel. Hennes karriär som kommersiell sångerska startade med singeln Boy/You Open My Eyes 1984. Philipsson arbetade på Byggnadskontoret i Vetlanda kommun när hon slog igenom med "Kärleken är evig" vid Melodifestivalen 1986. Melodin slutade på andra plats och gick in på Svensktoppen.
I en omröstning 1987 utsågs hon och skådespelaren Sven Wollter till "Sveriges sexigaste kvinna/man" och båda deltog i ett ironiskt utmanande inslag i SVT:s Jacobs stege samma år, där hon sjöng "Teach Me Tiger", samt också den egna låten "I'm a Fool". Hon fick kontrakt med Bert Karlssons skivbolag Mariann Grammofon. De första åren var hennes musik av det lättare slaget, men hennes repertoar breddades i och med samarbetet med låtskrivaren Torgny Söderberg, en viktig person i hennes musikliv. Då hon släppte albumet My Name 1989 sålde det i 130 000 exemplar på två månader.
Singlarna Standing in My Rain blev trea på Trackslistan och Why klättrade till plats två. Singeln The Escape landade på plats 16 på Trackslistan och visades på ZTV och hon framförde den på Grammisgalan 1991.

### 1990-tal
År 1991 reste hon på sommarturné med Rocktåget, och senare under samma år hade hon en egen uppmärksammad krogshow på Hamburger Börs i Stockholm; Lena Ph Agent 006. Showen byggde på hennes skiva A Woman's Gotta Do What a Woman's Gotta Do, där hon gör en kvinnlig parodisk version av karaktären James Bond. Låten "006" därifrån klättrade till plats fyra på Trackslistan. Samma år prydde hon ett av tre frimärken i en speciell musikserie; de övriga föreställde Roxette och Jerry Williams.
Efter att främst ha gjort sig känd som popsångerska spelade Philipsson in dance-albumet Fantasy 1993. Det blev dock inte samma kommersiella framgång som hennes storsäljande album från 1989 och 1991.
1993 blev hon erbjuden att sjunga Närmare dig i Melodifestivalen 1993 men tackade nej. 
I slutet av 1980-talet och under 1990-talet uppmärksammades ofta Philipssons intresse för att sy och designa sina egna kläder. Detta skämtades också om i I manegen med Glenn Killing, där Robert Gustafsson gjorde en rollfigur kallad Lena Ph.

### 2000-tal
Under 2001–2002 gjorde Lena Philipsson succé med en krogshow på Rondo i Göteborg och Hamburger Börs i Stockholm. Den 24 juni 2002  och den 4 juli 2009 var hon sommarpratare i Sveriges Radio.
Philipsson tog efter tre försök under 1980-talet sitt bidrag "Det gör ont" till seger i Melodifestivalen 2004. Bidraget hade text och musik av Orup. Till den internationella finalen i Eurovision Song Contest försågs låten med den engelskspråkiga titeln "It Hurts" och efter omröstningen slutade bidraget på sjätte plats. Inför tävlingen debatterades hennes scenshow, där hon utmanande dansade med mikrofonstativet. "Det gör ont" låg länge i topp på de svenska försäljningslistorna och det efterföljande albumet Det gör ont en stund på natten men inget på dan sålde dubbel platinaskiva (över 120 000 exemplar) och sågs som hennes comeback. Sommaren 2004 medverkade hon tillsammans med Magnus Uggla, Robert Gustafsson, Cecilia Frode och Johan Rheborg i showturnén Tältprojektet. Sommaren 2005 åkte Philipsson tillsammans med Magnus Uggla och Darin Zanyar ut på en turné som omfattade hela Sverige. Den 26 oktober 2005 släpptes albumet Jag ångrar ingenting, albumet har totalt sålts i över 60 000 exemplar. Efter att ha varit programledare för Melodifestivalen 2006 åkte hon ut på festivalturné i mitten av 2006, väl mottagen av såväl fans som kritiker. Senare under 2006 avled hennes far och hon arbetade därför inte så mycket. 
Den 26 januari 2007 hade hon och Orup premiär på sin gemensamma show, Lena+Orup på Chinateatern i Stockholm. Den fick strålande recensioner och spelades året ut, med i princip alla föreställningar utsålda. Våren 2008 flyttade showen till Rondo i Göteborg med tv-inspelning, följt av en turné genom Sverige under hösten 2008. Turnén startade i  Löfbergs Arena i Karlstad den 3 oktober och avslutades i Conventum i Örebro den 6 december. En ny singel med dem båda, Nu när du gått, släpptes digitalt den 22 september 2008, och det gemensamma albumet Dubbel den 12 november 2008.

### 2010-tal
I oktober 2010 gjorde Lena Philipsson en kritikerrosad konsert med Sveriges Radios symfoniorkester i Berwaldhallen under namnet Svenska stjärnor.
I januari 2011 meddelades hennes övergång från skivbolaget Sony Music till Universal Music Group. Första singeln där, Idiot kom i början av februari, skriven och inspelad av Magnus Lidehäll (Afasi & Filthy, Maskinen). Philipsson gjorde även comeback i Melodifestivalen 2011, denna gång som mellanakt i Linköping 19 februari. Hon hade då även spelat in videoklipp tillsammans med skådespelaren Peter Stormare.
Under hösten/vintern 2011 firade Philipsson 25 år som artist med Min Drömshow på Cirkus i Stockholm. Showen fortsatte på Rondo i Göteborg hösten 2012.
År 2012 släppte Lena Philipsson albumet Världen snurrar och bland låtskrivarna finns Veronica Maggio, Christian Falk och Vanessa Falk, Kaah, Magnus Lidehäll, Markus Krunegård och Mange Schmidt. 
Från hösten 2013 till våren 2014 spelade hon den ena spöksystern, "Giljotina", i musikalen Spök på Cirkus tillsammans med bland andra Måns Zelmerlöw, Loa Falkman och Sussie Eriksson.
Den 18 september 2015 släpptes hennes personliga, egenskrivna album Jag är ingen älskling. I februari 2016 hade hennes show med samma titel premiär på Cirkus i Stockholm, varefter den spelades i Göteborg och på riksturné 2016–2018. Det var Philipssons första album efter hennes uppmärksammade skilsmässa 2012.
År 2018 medverkade hon som skådespelare i Sveriges Televisions julkalender Storm på Lugna gatan, där hon spelar den snobbiga och inledningsvis osympatiska figuren Lussan.

### 2020-tal
I juni 2020 utgavs hennes album Maria Magdalena, med titeln efter hennes födelsenamn och en av sångerna med samma titel; liksom det föregående ett personligt album med text och musik helt av henne själv. Albumet gick bland annat upp på topplacering på Itunes. Hon har även producerat och regisserat de olika musikvideorna till albumet.
Den 26 juni 2022 var hon sommarpratare i P1.
Lena Philipsson sjöng tillsammans med Per Gessle i singeln Sällskapssjuk, och samtidigt i maj 2024 blev det officiellt att hon skulle åka med på världsturné som sångerska i Roxette, med premiär i Kapstaden den 26 februari 2025.

## Andra aktiviteter och övrigt

### Låtskrivare
Utöver att framföra egna låtar har Lena Philipsson skrivit sånger åt andra artister. "Tvillingsjäl" framfördes av Pernilla Wahlgren i Melodifestivalen 1991 (oplacerad) och "Det svär jag på" (tillsammans med Torgny Söderberg) framförd av Arvingarna som kom på tredje plats i Melodifestivalen 1999. Tillsammans med Torgny Söderberg är hon även upphovsman till "Kärleksikonen", som skrevs som ett bidrag till Melodifestivalen, men då den inte kom med istället fick en viktig roll i filmen Livet är en schlager där den framfördes av Regina Lund.

### Television

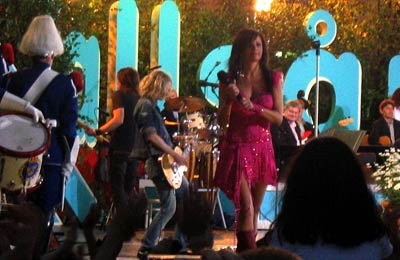
Lena Philipsson i Allsång på Skansen 2004.

Utöver ett otal tv- och radioprogram som artist har Philipsson medverkat i underhållningsprogram som Gäster med gester och emellanåt gästspelat som programledare. 
Hon var med i panelen i SVT:s musikprogram Inför Eurovision Song Contest 2003, 2008, 2010 och 2012.
I november 2005 sände TV4 programmet Mitt namn är Lena Philipsson. 
Hon var programledare för Melodifestivalen 2000 (tillsammans med nio andra artister) och för en av deltävlingarna i Melodifestivalen 2003 tillsammans med Charlotte Perrelli och Mark Levengood. 2006 stod hon som ensam programledare för Melodifestivalen. 2021 var hon tillsammans med Christer Björkman programledare för första deltävlingen av Melodifestivalen.
2006 gjorde hon ett uppmärksammat framträdande i Sveriges Televisions 50-årsjubileum, där hon sjöng "snuskiga" versioner av kända barnvisor, bland annat kallade hon sina bröst för "Humle och Dumle". Dagen därpå blev det stora löpsedlar i kvällspressen.
2011 var Philipsson en av deltagarna i Så mycket bättre i TV4. Där sjöng hon Sensuella Isabella (Tomas Ledin), Jag klär av mig naken (Eva Dahlgren), The botten is nådd (Timbuktu), Life (E-Type), Live Tomorrow (Laleh) och Vem kan man lita på? (Mikael Wiehe). Samtliga gick in på iTunes topplista.
I januari 2013 programledde hon Konstkuppen på SVT1 där sex av Sveriges främsta konstnärer skapade konstverk som skulle göra avtryck i varsin stad. I februari 2013 sände SVT hyllningsprogrammet En helkväll med Lena Philipsson med Lena Philipsson på scen tillsammans med hennes inbjudna gästartister Carola och Darin. 
Hon har medverkat i TV-serierna Torpederna och Enkelstöten 2017 samt i 2018 års julkalender i TV, Storm på Lugna gatan. Till julkalendern skrev hon även vinjettmusiken.

### Artistnamn
Lena Philipsson har officiellt använt en rad varianter av sitt namn på sina skivor. Hennes allra första singel släpptes under artistnamnet Lea. Därefter användes Lena Philipsson fram tills hon lanserades internationellt med ett s mindre: Lena Philipson. När hon därefter återvände till att sjunga på svenska lades skämtsamt ett tredje s till på skivomslaget: Lena Philipssson. På skivorna som släpptes i samband med hennes krogshow 006 kallade hon sig för Lena Ph, vilket ofta använts i massmedia sedan dess.

### Privatliv och familj
1993–2001 var hon gift med regissören Måns Herngren och de fick två barn tillsammans. Åren 2010–2012 var hon gift med Per Holknekt, grundare av klädmärket Odd Molly. Den 2 juli 2012 begärde de skilsmässa efter hans medialt uppmärksammade otrohetsaffär.
Även Lena Philipssons mor Kerstin Filipsson har varit verksam som sångerska. Hon finns representerad i Stora Schlagerboken samt återutgiven i Stora Schlagerboxen (volym 2).

## Verk och medverkan

### Medverkan i Melodifestivalen
- 1986 med Kärleken är evig (2:a)
- 1987 med Dansa i neon (5:a)
- 1988 med Om igen (2:a)
- 1991 med Tvillingsjäl (framförd av Pernilla Wahlgren) (Delad 6:a)
- 1999 med Det svär jag på (framförd av Arvingarna) (3:a)
- 2000 som en av tio programledare detta år. Bland annat gjorde hon då ett så kallat "schlagermedley" med artister som Lotta Engberg, Carola Häggkvist, Elisabeth Andreassen, Lasse Berghagen, Tommy Körberg med flera
- 2003 som programledare ihop med Charlotte Perrelli och Mark Levengood. Detta var dock bara under deltävlingen i Jönköping.
- 2004 med Det gör ont (1:a)
- 2005 sjöng Lena Ph medley (Lena anthem, Dansa i neon, Kärleken är evig, Om igen, Det gör ont)
- 2006 som programledare
- 2007 i en humorkortfilm som spåkvinna, "The Matrix"
- 2011 som mellanakt i Linköping
- 2013 som mellanakt i Karlskrona
- 2021 som programledare i deltävling 1

### Diskografi

#### Studioalbum
- 1986 – Kärleken är evig
- 1987 – Dansa i neon
- 1988 – Talking in Your Sleep
- 1989 – My Name
- 1991 – A Woman's Gotta Do What a Woman's Gotta Do (under artistnamnet Lena Ph)
- 1993 – Fantasy (under artistnamnet Lena Philipson)
- 1995 – Lena Philipsson
- 1997 – Bästa vänner
- 2004 – Det gör ont en stund på natten men inget på dan
- 2005 – Jag ångrar ingenting
- 2008 – Dubbel (med Orup)
- 2012 – Världen snurrar
- 2015 – Jag är ingen älskling
- 2020 – Maria Magdalena

#### Samlingsalbum
- 1987 – Boy
- 1988 – Hitlåtar med Lena Philipsson 1985-1987
- 1994 – Lena Philipsson
- 1998 – Hennes bästa
- 2001 – 100% Lena/20 hits
- 2001 – Lena Philipsson Collection
- 2006 – Lady Star
- 2007 – Lena 20 år

#### Singlar
- 1984 - "Boy" / "You Open My Eyes"  (under artistnamnet Lea)
- 1986 - "Kärleken är evig" / "Om kärleken är blind"
- 1986 - "Åh, Amadeus"
- 1986 - "Jag känner (Ti Sento)"
- 1987 - "Dansa i neon" / "Åh, vad jag längtar"
- 1987 - "Cheerio" / "Det går väl an"
- 1987 - "Saknar dig innan du går"
- 1987 - "Den ende"
- 1987 - "I'm a Fool" / "Teach Me Tiger"
- 1988 - "Om igen" / "Vem skall sova över"
- 1988 - "Talking in Your Sleep" / "I varje spegel"
- 1988 - "I varje spegel" / "Ain't It Just the Way"
- 1989 - "Tänd ett ljus" / "What Can I Do?"
- 1989 - "Standing In My Rain" / "Blue Jeans"
- 1990 - "Why (så lätt kommer du inte undan)"
- 1990 - "Blue jeans"
- 1990- "Taboo taboo"
- 1991 - "The Escape" / "The Trap"  (under artistnamnet Lena Ph)
- 1991 - "006" / "Hard to Be a Lover" (under artistnamnet Lena Ph)
- 1991 - "The Preacher" (under artistnamnet Lena Ph)
- 1992 - "Are You in or Are You Out"
- 1993 - "Fantasy"  (under artistnamnet Lena Philipson)
- 1993 - "Give Me Your Love"  (under artistnamnet Lena Philipson)
- 1993 - "Baby Baby Love" (under artistnamnet Lena Philipson)
- 1994 - "Månsken i augusti" (under artistnamnet Lena Philipssson, en drift med att man tidigare tagit bort ett s)
- 1995 - "Kärlek kommer med sommar" / "Vila hos mig"
- 1995 - "Stjärnorna"
- 1995 - "Moder Swea" / "Underbar"
- 1997 - "Bästa vänner"
- 1997 - "Tänk om jag aldrig mer"
- 2000 - "I Believe in Miracles"
- 2001 - "Fly Me Over the Rainbow"
- 2001 - "Spell of Love" / "Lady Star"
- 2004 - "Det gör ont"
- 2004 - "It Hurts" (engelskspråkig version av "Det gör ont")
- 2004 - "Delirium"
- 2004 - "Lena Anthem"
- 2005 - "På gatan där jag bor"
- 2005 - "Unga pojkar & äldre män"
- 2005 - "Han jobbar i affär"
- 2006 - "Jag ångrar ingenting"
- 2006 - "Det ringer på min dörr (Ny version)"
- 2008 - "Nu när du gått" - med Orup
- 2009 - "Fem minuter i himmelen" - med Orup
- 2011 - "Idiot"
- 2011 - "Dancing in the Neonlight" (engelskspråkig version av Dansa i neon) med Dead by April
- 2011 - "Nästa säsong"
- 2011 - "Live Tomorrow"
- 2012 - "Du följer väl med?"
- 2015 - "Jag är ingen älskling"
- 2016 - "Gråt inga tårar"
- 2019 - "Maria Magdalena"
- 2019 - "Du ljuger"
- 2020 - ”En stilla depression”
- 2020 - ”En stilla depression” Remix-ep innehåller tre mixar producerade av Linda Sonnvik med kollegor.

#### Medverkar även på
- Jag tror att jag är fast för dej - med Tommy Bergs (1984)
- Klinga mina klockor - med Benny Andersson & Önskekören (1987)
- Drama Queen - med Nanne Grönvall (2014)

#### Andra framträdanden
- 1988 - "Aquarius" - med Igor Nikolajev, konsert i Moskva, Sovjet [24]. Sändes i Jacobs stege
- 2003 - "Flickorna i Småland" - med Charlotte Perrelli i Melodifestivalen 2003 (utom tävlan)

### Melodier på Svensktoppen
- Kärleken är blind - 1986
- Kärleken är evig - 1986
- Åh Amadeus - 1986
- Det går väl an - 1986
- Dansa i neon - 1987
- Saknar dej innan du går - 1987
- Om igen - 1988
- I varje spegel - 1988
- Tänd ett ljus - 1989
- Månsken i augusti - 1994
- Stjärnorna - 1995
- Det gör ont - 2004
- Delirium - 2004
- Lena Anthem - 2004-2005
- På gatan där jag bor - 2004-2005
- Unga pojkar & äldre män - 2005
- Han jobbar i affär - 2005-2006
- Jag ångrar ingenting - 2006
- Nu när du gått - 2008 (med Orup)
- Fem minuter i himmelen - 2009 (med Orup)
- Gråt inga tårar - 2016
- Maria Magdalena - 2019
- En stilla depression - 2020
- Lära så länge man lever- 2021

#### Missade Svensktoppen
- Bästa vänner - 1997
- Det ringer på min dörr - 2006
- Idiot - 2011
- Nästa säsong - 2011
- Du följer väl med - 2012
- Världen snurrar - 2012
- Jag är ingen älskling - 2015
- Mirakel - 2016

### Melodier på Trackslistan
- Dansa i neon - 1987
- I'm a Fool - 1988
- Om igen - 1988
- Talkin in Your Sleep - 1988
- Tänd ett ljus - 1989
- Standing in My Rain - 1989/1990
- Why (så lätt kommer du inte undan) - 1990
- The Escape - 1991
- 006 - 1991
- Are You in, or are You out - 1992
- Fantasy - 1993
- Månsken i augusti - 1994
- Stjärnorna - 1995
- Det gör ont - 2004
- Delirum - 2004
- Lena Anthem - 2004
- På gatan där jag bor - 2005
- Unga pojkar & äldre män - 2005
- Han jobbar i affär - 2005-2006
- Jag ångrar ingenting - 2006

#### Bubblare på Tracks
- Blue Jeans, 1989
- Give Me Your Love, 1993
- Spell of Love, 2001

### Filmografi
| År   | Roll         | Produktion           | Noter                |
| ---- | ------------ | -------------------- | -------------------- |
| 2000 | Sig själv    | Livet är en schlager |                      |
| 2017 | Sig själv    | Torpederna           | TV-serie avsnitt 2:2 |
| 2017 | Siri, läkare | Enkelstöten          | TV-serie avsnitt 3-4 |
| 2018 | Lussan       | Storm på Lugna gatan | TV-serie             |

### Teater
| År   | Roll      | Produktion                                      | Regi           | Teater |
| ---- | --------- | ----------------------------------------------- | -------------- | ------ |
| 2013 | Giljotina | Spök Björn Skifs, Bengt Palmers och Bo Carlgren | Pernilla Skifs | Cirkus |

## Utmärkelser och priser
- 1989 – Årets smålänning
- 2004 – Karamelodiktstipendiet
- 2004 – Mottog pris ur Truxas minnesfond
- 2016 – Lisebergsapplåden
- 2021 –  Medaljen Litteris et Artibus i guld av 8:e storleken (GMleta) för framstående konstnärliga insatser inom svenskt musikliv[25]